# Eferding
Eferding település Ausztriában, Felső-Ausztria tartományban, az Eferdingi járás székhelye. Tengerszint feletti magassága 271 méter, területe 2,81 km².

## Elhelyezkedése
Eferding Pupping, Fraham és Hinzenbach településekkel határos.

## Népesség
| Lakosok száma | 3543 | 4006 | 4100 |
|               | 2005 | 2016 | 2018 |